# Els crims de la Rue Morgue
Els crims de la Rue Morgue (The Murders in the Rue Morgue) és un conte d'Edgar Allan Poe, publicat a la revista Graham's Lady's and Gentleman's Magazine de Filadèlfia, el desembre de 1841. El relat, un dels més cèlebres de Poe, narra la investigació que porta a terme l'inspector amateur C. Auguste Dupin per tal d'aclarir l'assassinat brutal de dues dones en una habitació tancada per dins i com si el criminal s'hagués esvaït. L'autor es basava en els mètodes de l'inspector de policia de París Vidocq, i en realitat pretenia fer una burla de les pràctiques analítiques i racionalistes portades a l'extrem. Irònicament, però, va establir les bases de la narrativa policíaca. Dupin, que després protagonitzaria dos contes més de Poe, El misteri de Marie Rogêt i La carta robada, inspirà a Arthur Conan Doyle el seu famós Sherlock Holmes.
Un segle i mig després, el grup britànic Iron Maiden faria una excel·lent cançó, amb el mateix nom, inspirada en aquesta obra.
Aquesta obra ha estat traduïda al català en diverses ocasions des de principis del segle xx. En primer lloc, per l'Editorial Catalana (vers 1918), amb traducció de Carles Riba. La darrera, el 2009, amb traducció de Josep Marco, per l'editorial Bromera, d'Alzira.